# The Firebrand
The Firebrand (O Incêndio de Troia no Brasil, Presságio de Fogo em Portugal) é um livro onde Marion Zimmer Bradley retrata a queda da cidade de Troia, mas desta vez através da personagem de Cassandra.
O livro recria a História de forma diferente da tradicional, tais como o rapto de Helena, a morte de Aquiles, a queda de Troia.

## Sinopse
O livro conta a história da vida de Cassandra, a separação de seu irmão gêmeo Páris no nascimento de ambos desde o seu nascimento. Durante sua infância, ela foi criada pelas Amazonas, e, ao voltar trouxe consigo a Princesa de Cálcis Andrómaca que se casa com Heitor. Cassandra se torna sacerdotisa de Apolo e como se inicia a guerra, narra as mortes de Heitor e Aquiles, a morte de Pentesileia e a própria queda da cidade de Troia

## Personagens principais

### Kassandra
É a protagonista do livro, filha de Príamo e Hécuba. Foi treinada pelas Amazonas, e se tornou sacerdotisa do Deus Apolo. Possuía o dom da profecia, e com esse dom anteviu a queda da cidade inúmeras vezes, mas ninguem lhe deu atenção, pois todos achavam que era louca.

### Pentesileia
Irmã de Hécuba e tia de Kassandra, líder das Amazonas educou a jovem quando esta passou uma temporada como treinamento com a tribo das mulheres guerreiras. Amava Kassandra como a uma filha; teve um papel de mãe mais forte do que o da própria Hécuba.

### Andrômaca
Filha da Rainha da Cólquida, Imandra, foi para Troia com Kassandra para se casar com Heitor.

### Imandra
Rainha da Cólquida, um reino dominado pelas mulheres, como retratado no livro, era parenta de Hécuba, Kassandra e Pentesileia.

### Helena
Rainha de Esparta, abandonou seu marido Menelau para viver com Páris em Troia